# Gagrella cinerascens
Gagrella cinerascens is een hooiwagen uit de familie Sclerosomatidae.